# Sympycnus utahensis
Sympycnus utahensis är en tvåvingeart som beskrevs av Harmston och Frank Hall Knowlton 1939. Sympycnus utahensis ingår i släktet Sympycnus och familjen styltflugor.
Artens utbredningsområde är Utah. Inga underarter finns listade i Catalogue of Life.